# Kościół św. Stanisława Kostki w Sulechowie
Kościół pw. św. Stanisława Kostki w Sulechowie – jeden z dwóch rzymskokatolickich kościołów parafialnych w Sulechowie, w powiecie zielonogórskim, w województwie lubuskim. Należy do dekanatu Sulechów diecezji zielonogórsko-gorzowskiej.

## Historia
Jest to murowany kościół, należący dawniej do protestantów. Wzniesiony został w 1905 roku na terenie dawnego cmentarza pietystów (odłam luteranów). W 1945 roku został poświęcony jako świątynia rzymskokatolicka i pełnił funkcję kościoła filialnego parafii Podwyższenia Krzyża Świętego. W dniu 28 lipca 1980 roku został ustanowiony kościołem parafialnym. W 1993 roku zostały w świątyni zamontowane trzy witraże przedstawiające Matkę Bożą Rokitniańską, Baranka Bożego i św. Stanisława Kostkę. W 1999 roku zostały kupione nowe organy.

## Galeria

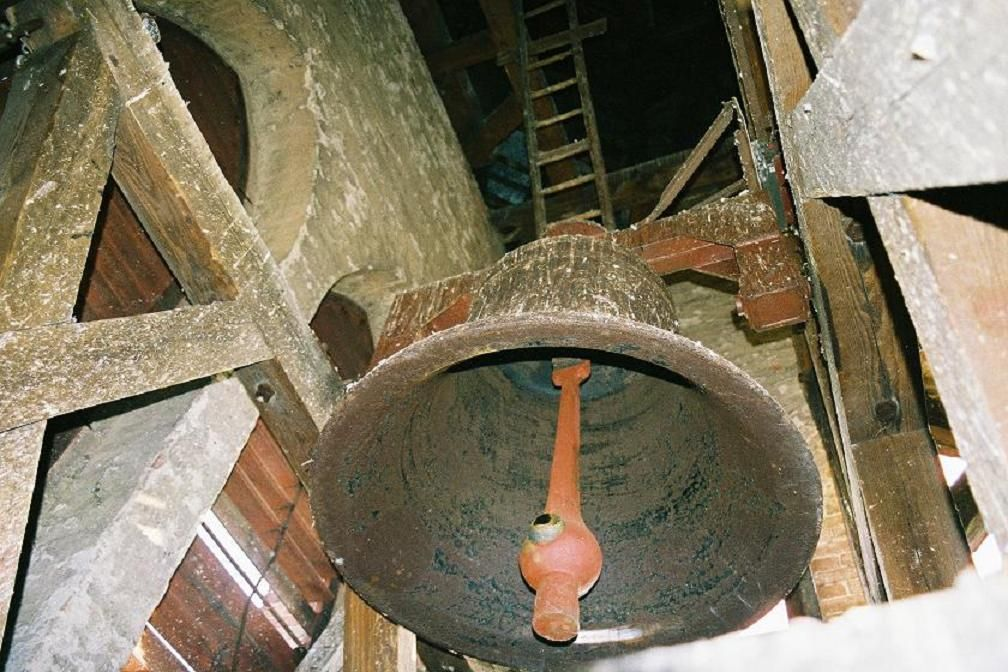
Dzwon
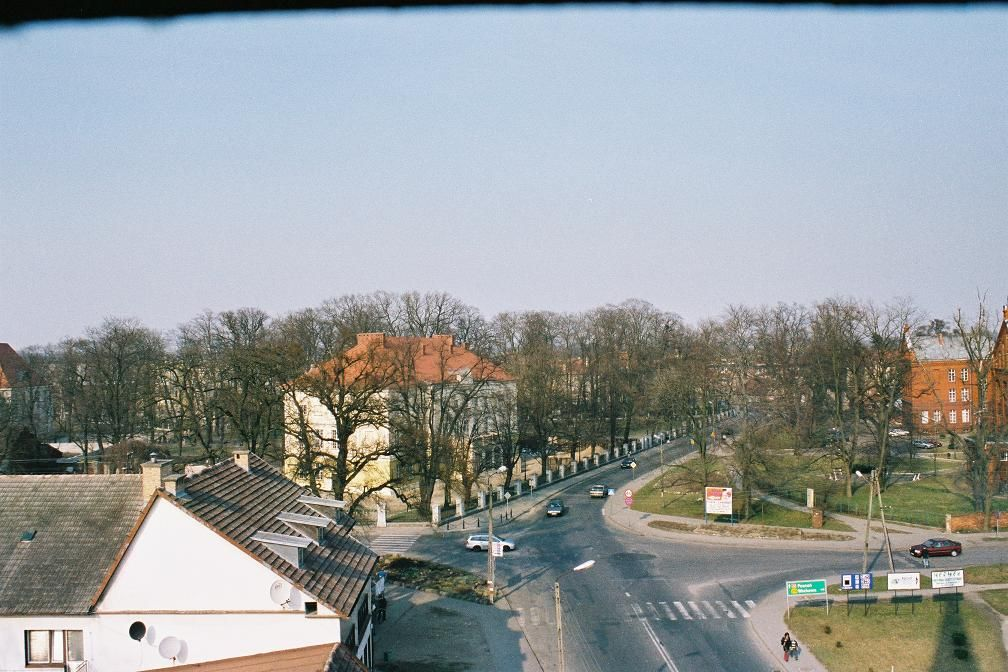
Widok z wieży kościoła
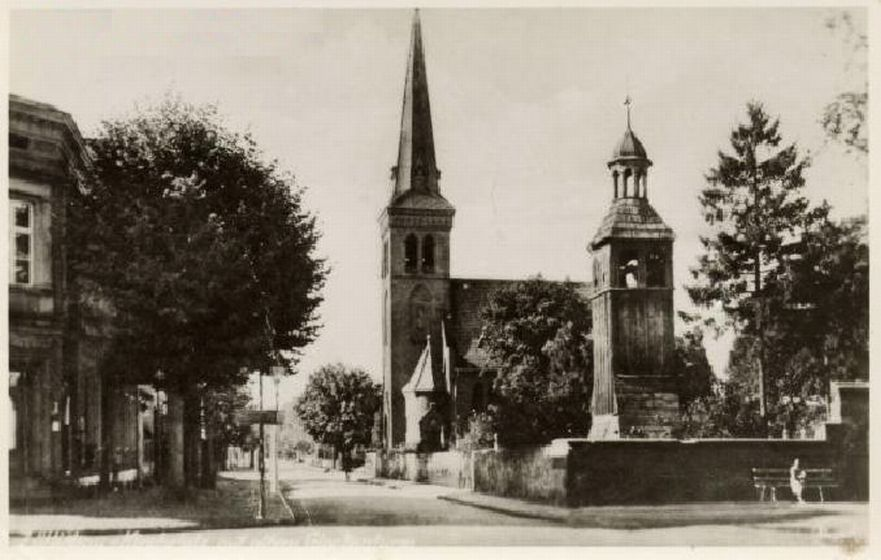
Stare zdjęcie kościoła, z widoczną nieistniejącą już dzwonnicą
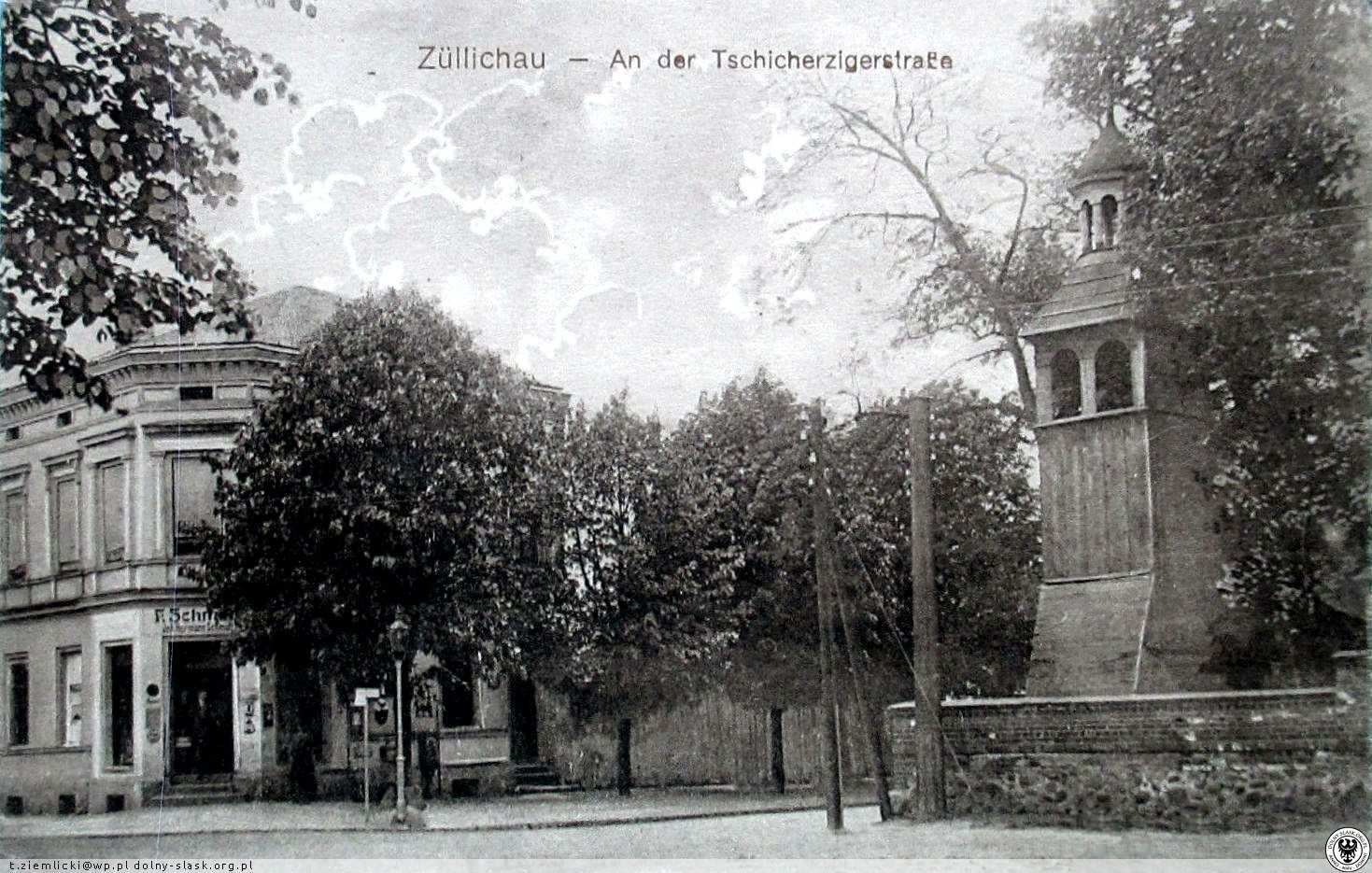
Dawna dzwonnica